# Триша Ъптаун
Триша Ъптаун (на английски: Trisha Uptown) е американска порнографска актриса, еротичен модел и екзотична танцьорка.
Родена е на 7 август 1979 г. в щата Кентъки, САЩ.

## Награди и номинации
- 2009: XBIZ награда за уеб момиче/звезда на годината.[4]
- 2010: Номинация за XFANZ награда за уеб момиче на годината.[5]
- 2012: Номинация за Exotic Dancer награда за Мис Exotic Dancer.com.[6]